# Kekkaishi
Kekkaishi (яп. 結界師 Кэккайси, досл. «Мастер Барьеров») — манга, написанная и проиллюстрированная Йеллоу Танабэ. Печаталась в журнале Shonen Sunday издательства Shogakukan с 2003 по 2011 год. Серия лицензирована в Северной Америке компанией Viz Media.
С октября 2006 по февраль 2008 года выходил снятый студией Sunrise по сюжету манги аниме-сериал, включивший в итоге 52 эпизода. В 2007 году манга получила премию издательства Shogakukan как лучшая в категории «сёнэн».

## Сюжет
Действие сюжета разворачивается вокруг приключений двух подростков — четырнадцатилетнего Ёсимори и шестнадцатилетней Токинэ, наследников семейств Сумимура и Юкимура, соответственно. Они являются потомственными кэккайси (заградителями), людьми, способными ловить и нейтрализовать аякаси, неугомонных духов. Ёсимори и Токинэ вынуждены сражаться с ними на территории Академии Карадзумори, и без того построенной в месте, полном мистической энергии, подпитывающей этих самых аякаси.
Отношения между Ёсимори и Токинэ вполне дружеские, однако их родственники выясняют между собой какая семья является преемницей самого первого кэккайси, мастера Токинори. Подобное только добавляет двум подросткам новых хлопот.

## Персонажи
Ёсимори Сумимура (яп. 墨村 良守 Сумимура Ёсимори) — Главный мужской персонаж сюжета. Четырнадцатилетний ученик средней школы. В своей семье он — 22 по счёту кэккайси. Мечтает стать кондитером, однако его дедушка называет это просто хобби. В манге он описывается как достаточно упрямый и ленивый мальчик, который тем не менее способен на отважные поступки и в любой момент готов защитить близких ему людей.
Сэйю: Хироюки Ёсино
Токинэ Юкимура (яп. 雪村 時音 Юкимура Токинэ) — Близкая подруга и партнёр Ёсимори, защищая которого в детстве, получила шрам на правой руке. Шестнадцатилетняя девушка, 22 кэккайси в своей семье.
Сэйю: Риэ Сайто
Гэн Сисио (яп. 志々尾 限 Сисио Гэн)
Сэйю: Эйдзи Миясита

## Медиа-издания

### Манга
Манга Kekkaishi, написанная и проиллюстрированная Йеллоу Танабэ, выходила в журнале Shonen Sunday начиная с 47 выпуска 2003 года. В формате танкобонов выпускается издательством Shogakukan. Серия лицензирована компаниями Viz Media (Северная Америка), Pika Édition (Франция),, Carlsen Comics (Германия), Rightman Publishing Limited (Гонконг), Elex Media Komputindo (Индонезия), Planet Manga (Италия), PCM Comics (Малайзия), Bookbox (Южная Корея), Editorial Ivrea (Испания), Tong Li Comics (Тайвань), и Kim Dong (Вьетнам).
По манге также был выпущен гидбук, названный Teacher's guide (яп. 結界師 指南之書)/ Он был опубликован 16 декабря 2006 года в журнале Shonen Sunday.

### Аниме
Манга Kekkaishi была адаптирована в аниме-сериал студией Sunrise. Режиссёром стал Кэндзи Кодама, дизайнером персонажей — Хиротоси Такая, а музыку написал Таку Ивасаки. В период с 16 октября 2006 по 12 февраля 2008 года по телеканалу Nippon Television было показано 52 эпизода; трансляции проходили по понедельникам в 7 часов вечера по местному времени.
Аниме-сериал лицензирован в Северной Америке компанией Viz Media.. Кроме того сериал был доступен для онлайн-просмотра в сервисе сайта Hulu.com, и показан в блоке Adult Swim.
Открывающая музыкальная композиция сериала:
- «Sha La La (Ayakashi Night)» (яп. Sha la la -アヤカシNIGHT-, «Sha La La (Mysterious Night)»). Исполняет Саэка Ура.

Закрывающие музыкальные композиции сериала:
- «Akai Ito» (яп. 赤い糸, «Red Thread»). Исполняет Коси Инаба (серии 1-15, 38, 40).
- «Sekaijū Doko o Sagashite mo» (яп. 世界中どこを探しても, «Looking for Another World»). Исполняет Айко Китахара (серии 16-23, 39, 44).
- «My Mirai» (яп. マイミライ Mai Mirai) «My Future». Исполняет Саэка Ура (серии 24-30, 41).
- «Kyūkei Jikan Jūpun» (яп. 休憩時間10分, «10 Minute Break»). Исполняет Саэка Ура (серии 31-37, 42-43, 45).